# Madge Sinclair
Madge Sinclair (Kingston, Jamaica, 28 de abril de 1938 - Los Angeles, Estados Unidos, 20 de dezembro de 1995) foi uma atriz jamaicana. Ficou conhecida pelo seu papel no filme Coming to America e por dublar Sarabi em The Lion King. Em ambas produções, suas personagens eram rainhas e a história se passava num reino da África.

## Biografia
Madge Sinclair nasceu Madge Dorita Walters em Kingston, Jamaica, filha de Herbert e Jemima Walters. Madge tornou-se professora, profissão que seguiu até 1968, quando mudou-se para os Estados Unidos, a fim de buscar uma carreira como atriz. Sua estreia na televisão ocorreu em 1972, com a série Madigan e no cinema 1974, com o filme Conrack. Sua carreira estendeu-se por mais de 20 anos, com mais de 40 produções, incluindo filmes e séries. Merecem destaque suas participações na série Raízes (Roots), pela qual foi indicada ao prêmio Emmy; Um Príncipe em Nova York, O Rei Leão e Comboio.

## Vida Pessoal e Morte
Madge foi casada duas vezes, primeiramente com o policial Royston Sinclair, de quem manteve o sobrenome, teve 2 filhos. Divorciou-se e, em 1982 casou-se com o ator Dean Compton, com quem permaneceu até sua morte. Sinclair morreu de leucemia em 1995, em Los Angeles. Seu corpo foi cremado e suas cinzas foram enterradas em sua terra natal.

## Filmografia
Filmografia parcial de Madge Sinclair:
| Ano       | Tipo de Produção | Título (original)                       | Título (em português)     | Personagem           | Notas       |
| --------- | ---------------- | --------------------------------------- | ------------------------- | -------------------- | ----------- |
| 1995      | Série de TV      | Dream On                                |                           | Sra. Charles         | 1 episódio  |
| 1995 1994 | Série            | Me and the Boys                         |                           | Mary Tower           | 5 episódios |
| 1994      | Filme            | The Lion King                           | O Rei Leão                | Sarabi               | voz         |
| 1993      | Filme            | The Man With Three Wives                |                           | Margaret             |             |
| 1993      | Série            | Queen                                   |                           | Dora                 |             |
| 1992      | Filme            | Jonathan: The Boy Nobody Wanted         | Quem Falará por Jonathan? | Faye Lincoln         |             |
| 1992      | Série            | Tales from the Crypt                    | Contos da Cripta          | Lucille              | 1 episódio  |
| 1992      | Série            | L.A. Law                                |                           | Jessica Rollins      | 1 episódio  |
| 1992 1991 | Série            | Pros and Cons                           |                           | Josephine Austin     | 5 episódios |
| 1991      | Série            | The Orchid House                        |                           | Lally                | 4 episódios |
| 1991 1990 | Série            | Gabriel's Fire                          |                           | Imperadora Josephine | 5 episódios |
| 1990      | Filme            | The End of Innocence                    |                           | enfermeira Bowlin    |             |
| 1989      | Série            | Homeroom                                |                           |                      | 1 episódio  |
| 1989      | Série            | Midnight Caller                         |                           | Ida May              | 2 episódios |
| 1989      | Série            | Roseanne                                |                           | Murial Johnston      | 1 episódio  |
| 1989      | Série            | Gideon Oliver                           |                           | Angela Holmes        | 1 episódio  |
| 1988      | Filme            | Divided We Stand                        |                           | Hattie Wickwire      |             |
| 1988      | Filme            | Coming to America                       | Um Príncipe em Nova York  | Rainha Aoleon        |             |
| 1987      | Filme            | Look Away                               |                           | Elizabeth Keckley    |             |
| 1987      | Série            | Starman                                 | Starman                   | Lorraine Michaels    | 1 episódio  |
| 1987      | Série            | Ohara                                   |                           | Gussie Lemmons       | 5 episódios |
| 1982      | Filme            | Victims                                 |                           | sargento Ashcroft    |             |
| 1980      | Filme            | Guyana Tragedy: The Story of Jim Jones  |                           | sra. Jefferson       |             |
| 1980      | Filme            | Jimmy B. & Andre                        |                           | mãe de André         |             |
| 1980      | Filme            | High Ice                                |                           | doutora Pittman      |             |
| 1979      | Filme            | I Know Why the Caged Bird Sings         |                           | sra. Flowers         |             |
| 1978      | Filme            | Uncle Joe Shannon                       |                           | Margaret             |             |
| 1978      | Filme            | Convoy                                  | Comboio                   | viúva                |             |
| 1977      | Filme            | One in a Million: The Ron LeFlore Story |                           | Georgia LeFlore      |             |
| 1977      | Série            | Walkin' Walter                          |                           | Roseabell Hoxie      | 1 episódio  |
| 1977      | Série            | Serpico                                 |                           | Michelle             | 1 episódio  |
| 1977      | Série            | Roots                                   | Raízes                    | Bell Reynolds        | 3 episódios |
| 1976      | Filme            | Leadbelly                               |                           | srta. Eula           |             |
| 1976      | Filme            | I Will... I Will... For Now             |                           | doutora Williams     |             |
| 1975      | Filme            | Cornbread, Earl and Me                  |                           | Leona Hamilton       |             |
| 1974      | Filme            | Conrack                                 | Conrack                   | diretora Scott       |             |
| 1974      | Filme            | I Love You...Good-Bye                   |                           | vendedora            |             |
| 1972      | Série            | Madigan                                 | Os Impiedosos             |                      | 1 episódio  |

## Bibiliografia
- Bogle, Donald (2001). Primetime Blues: African Americans on Network Television 1ª ed. New York: Farrar, Straus and Giroux. ISBN 0-374-23720-4